# Murray Carleton
Murray Carleton (St. Louis (Missouri), 3 de abril de 1885 — Las Vegas, 19 de março de 1959) foi um golfista norte-americano que representou os Estados Unidos no golfe nos Jogos Olímpicos de Verão de 1904 em St. Louis, onde terminou em quinquagésimo sétimo.

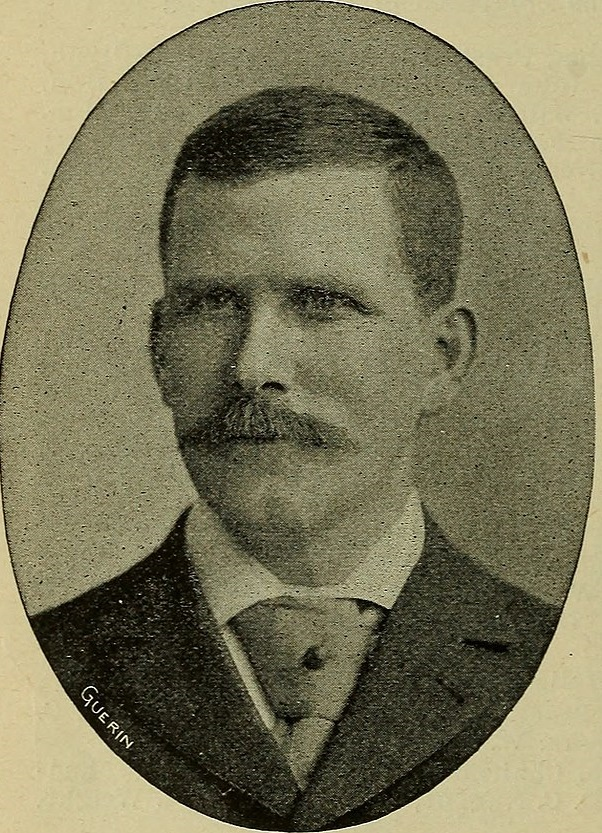

Era neto de Jesse Carleton, também golfista olímpico.